# Долгоносик крапивный
Долгоносик крапивный (лат. Phyllobius urticae) — вид долгоносиков-скосарей из подсемейства Entiminae.

## Описание
Жук длиной 7—9 мм. Ноги большей частью тёмные, очень редко красно-коричневые, усики ржаво-бурые. Чешуйки на теле удлинённо-эллиптические, более или менее густые, часто образуют пятна. У самцов чешуйки уже и расположены более равномерно, у самок чаще пятнисто. Головотрубка длиннее головы, довольно толстая, спинка её параллельносторонняя или немного сужена вперёд, не уже или слегка уже лба между глазами, едва выпуклая.

## Экология
Взрослый жук кормятся в основном на крапиве (Urticae), хоть и полифаги.